# Обстрел подстанции в Сан-Хосе
Обстрел подстанции в Сан-Хосе произошёл ночью 16 апреля 2013 года. Неизвестные злоумышленники открыли огонь из стрелкового оружия по территории объекта и скрылись за несколько минут до приезда полиции. В результате обстрела были повреждены 17 трансформаторов и 6 автоматических выключателей, экономический ущерб составил более 15 миллионов долларов, на ликвидацию последствий ушло около месяца. По состоянию на февраль 2014 года мотивы атаки, организаторы и исполнители оставались невыясненными.

## Ход событий 16 апреля 2013 года
- Примерно в 00:58–01:07 неизвестные перерезали телекоммуникационные провода неподалёку от подстанции «C»[1]
- В 01:30 неизвестные открыли огонь по территории подстанции[1]
- В 01:41 сообщение об атаке поступило в службу спасения 911[1]
- В 01:45 трансформаторы подстанции начали выходить из строя[1]
- В 01:50 атакующие покинули место преступления[1]
- В 01:51 полиция прибыла на место[1]
- В 03:15 на место прибыли электрики[1]

## Следствие
По состоянию на февраль 2014 года мотивы атаки, её организаторы и исполнители оставались неизвестными. В связи с этим ФБР утверждало, что не имеет достаточно доказательств для классификации атаки как «террористической». C этим не согласен Джон Веллингоф, бывший на момент обстрела председателем Федеральной комиссии по регулированию энергетики, который назвал обстрел «самым значительным инцидентом внутреннего терроризма среди всех произошедших в США терактов». Схожего мнения придерживается и Марк Джонсон, бывший вице-президент компании Pacific Gas & Electric, которой принадлежит атакованная подстанция.

## Последствия
Во время атаки компания Pacific Gas & Electric сумела минимизировать эффект от атаки на электроснабжение района, увеличив нагрузку на другие подстанции. Это оказалось возможно также благодаря ночному времени суток, когда спрос на электричество был весьма низким. На восстановление же подстанции ушёл почти месяц.
Слабая система безопасности подстанции (она была окружена забором из металлической сетки и никем не охранялась), подняла вопрос о плохой системе безопасности энергетических объектов в США в целом. Особенно остро встал вопрос охраны атомных электростанций.

## Освещение в СМИ
Несмотря на беспрецедентность и масштаб атаки, её освещение в средствах массовой информации было весьма скупым.